# Fertőújlak
Fertőújlak közigazgatásilag Sarród község településrésze (korábbi, jelenleg is ismert nevén Mekszikópuszta ill. Mexikópuszta) statisztikailag külterületi lakott hely. Mekszikópuszta néven ismert a madártanilag jelentős környéke.

## Fekvése
Magyarország nyugati határa mellett, Bécstől 90 kilométerre keletre, Budapesttől 200 kilométerre nyugatra található, a Fertő tó délkeleti részén. A legközelebbi falu, az ausztriai Pomogy 5 kilométerre keletre található. Három oldalról (kivéve a déli irányt) a magyar-osztrák államhatár keríti, ennek zsákszerű kiöblösödésében fekszik.
1970 óta a település neve Fertőújlak, de a környékbeli lakosság számára ma is csak „Mekszikó”.

### Megközelítése
Jelenleg csak közúton érhető el, a tőle délre fekvő Sarród községen keresztül, a 85-ös főútból Fertőszentmiklósnál kiágazó 8521-es úton. Érinti a Fertő-tavi kerékpárút is, amely északkeleten Pomoggyal, déli irányban Fertőddel köti össze közvetlenül. Egykor vasútállomása is volt a Fertővidéki Helyiérdekű Vasúton; az állomás épülete ma is áll, de már rég használaton kívül.

## Története
Lásd Sarród községnél.

## Látnivalók
A település a Fertő–Hanság Nemzeti Park egyik leglátogatottabb területén fekszik. A település környezetében fekvő védett szikeseket, amelyek a Nemzeti Park természetvédelmi szempontból kiemelkedően értékes területei – a falu korábbi elnevezéséhez hasonlóan – Mekszikópusztának nevezik. Ez a szikes puszta, illetve annak élővilága vonzza a látogatókat. Az egykori Esterházy uradalmi major jellegzetes épületeit nagyobbrészt már elbontották. A posta épülete mellett ma már csak az egykori mázsaház és két nagyobb istálló áll, igen rozoga állapotban.

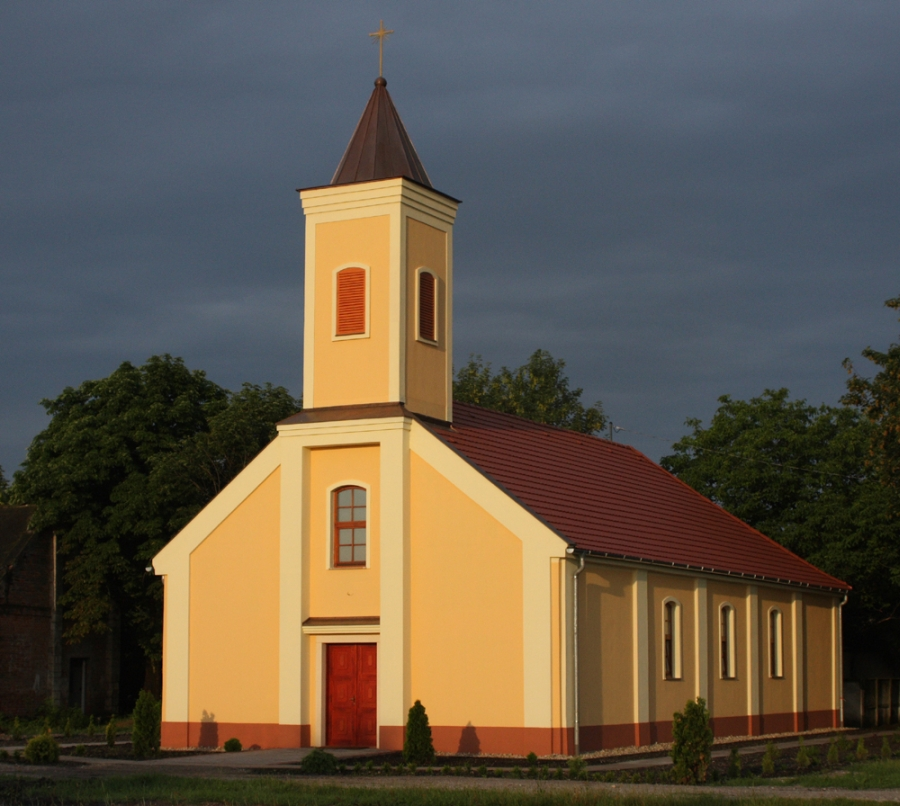
A 2008-ban felújított templom
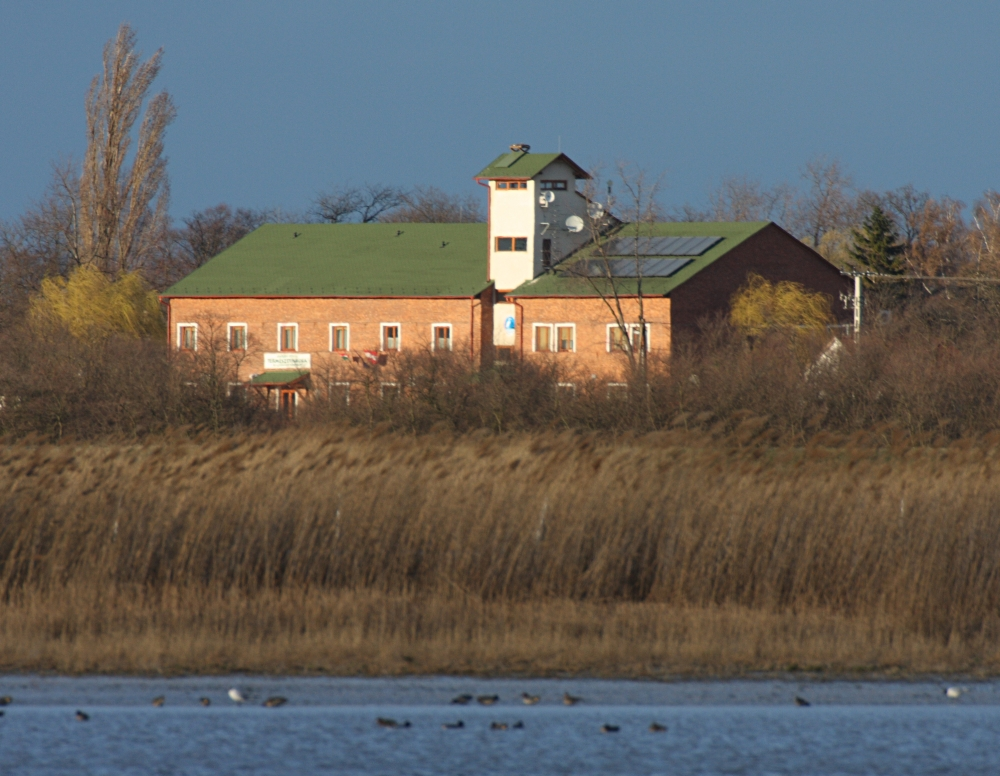
Csapody István Természetiskola és Látogatóközpont
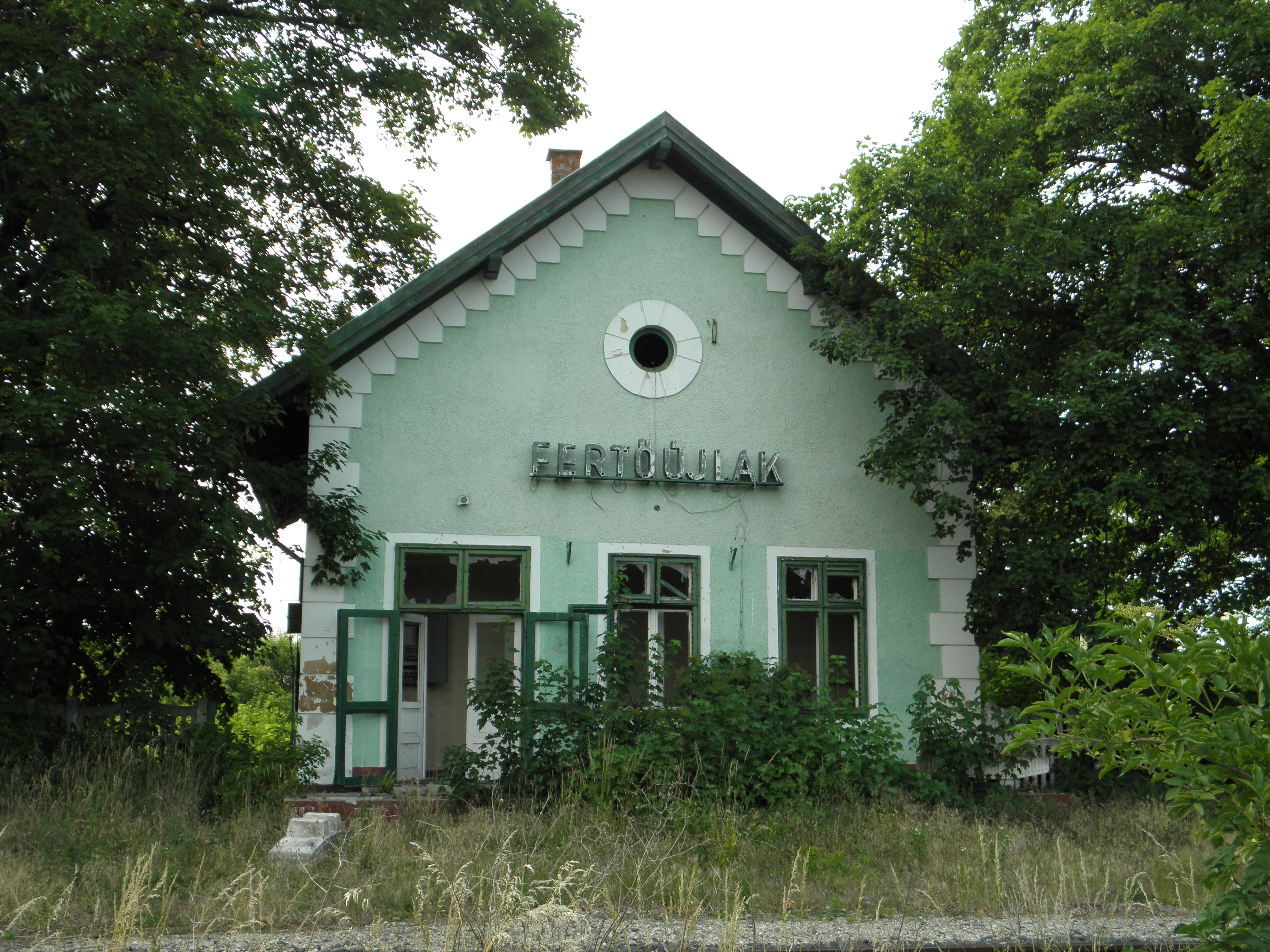
A megszűnt vasútállomás jelenleg
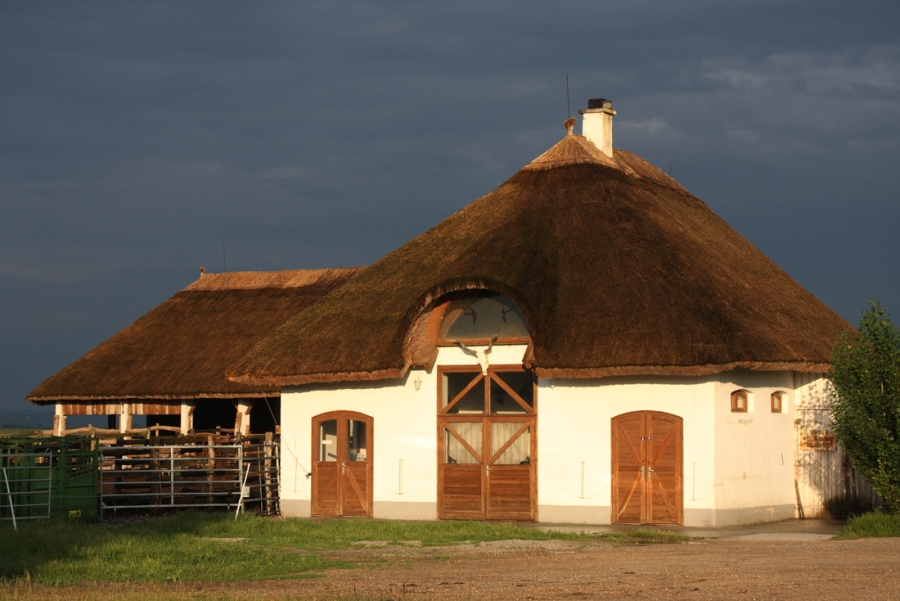
Hídi-major, a nemzeti park szürkemarháinak téli szállása